# Новодостовалово
Новодостова́лово (рос. Новодостовалово) — село у складі Білозерського району Курганської області, Росія. Адміністративний центр Новодостоваловської сільської ради.
Населення — 203 особи (2010, 310 у 2002).